# Salmerón (Guadalajara)
Salmerón es un municipio y localidad española de la provincia de Guadalajara, en la comunidad autónoma de Castilla-La Mancha. El término municipal tiene una población de 148 habitantes (INE 2024).

## Ubicación
Localidad situada en la Ruta de la Lana, entre Valdeolivas y Villaescusa de Palositos.

## Historia
A mediados del siglo XIX, la villa tenía contabilizada una población de 1158 habitantes. Aparece descrita en el decimotercer volumen del Diccionario geográfico-estadístico-histórico de España y sus posesiones de Ultramar de Pascual Madoz de la siguiente manera:

SALMERON: v. con ayunt. en la prov. de Guadalajara (10 leg.), part. jud. de Sacedon (4), aud. terr. de Madrid (20), c. g. de Castilla la Nueva, dióc. de Cuenca (10). sit. en un cerrito, dominado de otros más elevados que la resguardan de los vientos del N.; goza de clima sano, y las enfermedades más comunes son reumas y fiebres gástricas. Tiene 350 casas; la consistorial; pósito; escuela de instruccion primaria frecuentada por 60 alumnos, dotada con 3,000 rs.; otra particular de niñas á la que asisten 20; una igl. parr. servida por un cura de entrada y de provision real ú ordinaria, según los meses en que ocurra la vacante. térm.: confina con los de Villaescusa, Valdeolivas, Salmeroncillo y Castilforte; dentro de él se encuentran muchas fuentes de ésquisitas aguas: el terreno participa de quebrado y llano, de regadío muy feraz y de superior calidad, y de secano más inferior; comprende una deh. de pastos, poblada de encinas y algunas otras matas bajas; proporcionan el beneficio del riego, dos arroyos que brotan en el térm. y circundando la pobl. por N. y S. se reúnen á corta dis. caminos: los que dirigen á los pueblos limítrofes, todos de herradura en malísimo estado: correo se recibe y despacha en Valdeolivas por un balijero. prod.: trigo, cebada, aceite, judías, patatas, alazor, frutas, leñas de combustible y yerbas de pasto, con las que se mantiene ganado lanar, vacuno, mular y asnal, abunda la caza de perdices y conejos, corzos y algunas otras reses. ind.: la agrícola, 3 molinos harineros y 2 aceiteros. comercio: esportacion de aceite, alazor, frutas y lana, é importacion de los art. que faltan; algunos vec. sé dedican al tráfico de ganados. pobl.: 347 vec., 1,158 alm. cap. prod.: 6.008,500 rs. imp.: 540,700. contr.: 43,232.
(Madoz, 1849, p. 701)

## Demografía
Salmerón cuenta con una población de 148 habitantes (INE 2024).
| Gráfica de evolución demográfica de Salmerón entre 1842 y 2021                                                      |
| |
| Población de derecho según los censos de población del INE Población de hecho según los censos de población del INE |

## Patrimonio
- Castillo de Salmerón
- Castillo de Albaráñez

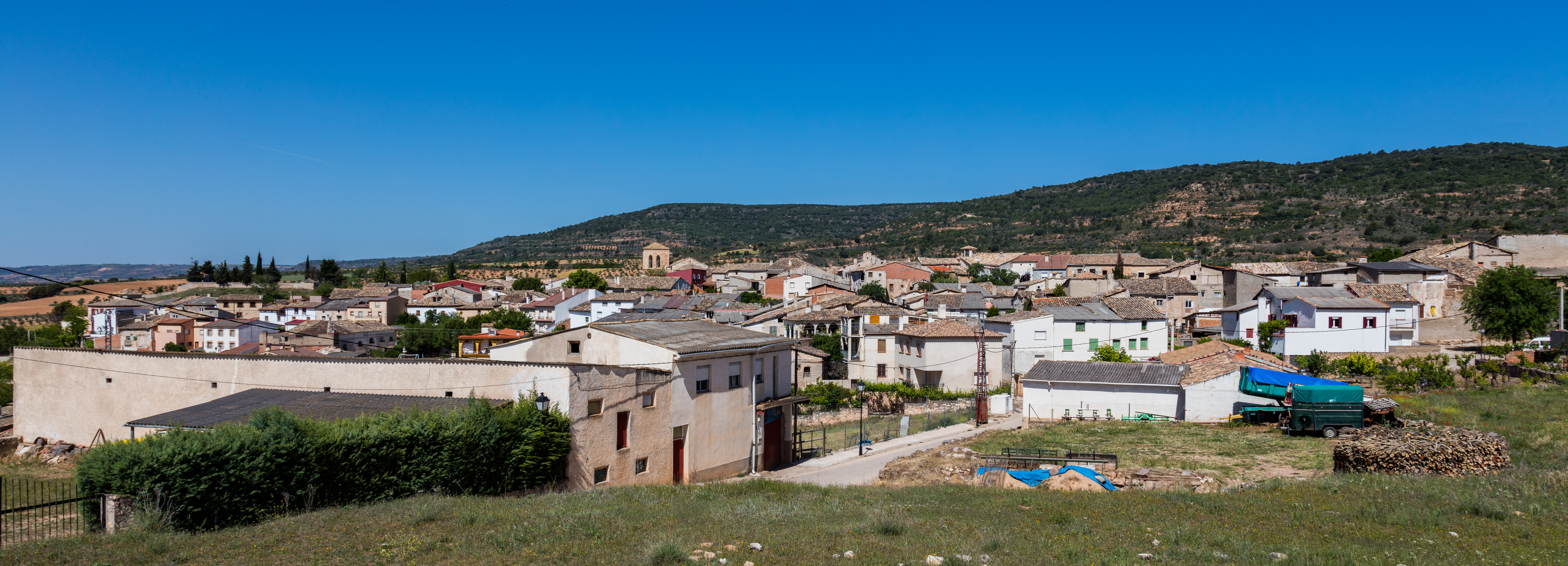
Vista de la localidad

- Iglesia de Nuestra Señora de la Asunción